# Ca' Caotorta
Le Ca' Caotorta ou Palazzo Caotorta est un palais de Venise, sur le Rio de la Misericordia dans le sestiere de Cannaregio (N.A. 2625).

## Historique
La branche patricienne de la famille Caotorta vivait ici jusque 1791, lorsqu'elle s'éteint après le décès de Marin Anzolo.